# 小熊座流星雨
小熊座流星雨（Ursids，URS）在每年的12月17日開始活躍，大約可以持續一星期左右，在12月25日或26日結束。 這個流星雨因為輻射點接近小熊座的北極二（小熊座β星，帝）而得名。

## 歷史
小熊座流星雨可能是威廉·F·丹寧發現的。直到在20世紀的中葉，1945年，畢卡威博士（Dr. A. Bečvář）觀測到一次每小時169顆爆發，才整合了各地流星雨觀測者零星的觀測報告研究。在1970年代持續的觀測，進而確認與週期彗星8P/塔特爾彗星有所關聯。在2007年，8P/塔特爾彗星回歸的年份，小熊座流星雨顯得特別活躍，強烈暗示與此彗星有所關聯  （页面存档备份，存于）。
彼得·傑尼斯肯斯 和Esko Lyytinen 發現，爆發可能是因為該彗星通過遠日點時，被困在與木星有7/6的軌道共振所導致。

## 專業資訊
早期的觀測者敘述輻射點的平均位置是赤經 = 217度，赤緯 = +76度，最大期出現在太陽黃經270.66度（大約是12月22日），估計的出沒期間是12月17日至24日。
小熊座流星雨的峰值時間特別狹窄，佛羅里達的諾曼底W麥克勞三世是一位訓練有素的流星觀測者，評論小熊座流星雨"必定是像象限儀座流星雨一樣，峰值是緊密的，能觀察到極大期的時間不超過12個小時"。

## 外部連結
- Gary Kronk's Meteor Showers Online - Ursids
- International Meteor Organisation Calendar - Fall 2005 （页面存档备份，存于）
- NASA Ursid Airborne Campaign （页面存档备份，存于） (2008 + Java applet)
- 2011 Ursids Radio results （页面存档备份，存于） (RMOB)
- Ursids at Constellation Guide （页面存档备份，存于）